# Berkoth
Berkoth es un municipio situado en el distrito de Bitburg-Prüm, en el estado federado de Renania-Palatinado (Alemania). Su población estimada a finales de 2016 era de 85 habitantes.
Se encuentra ubicado al noroeste del estado, cerca de las fronteras con Luxemburgo y Bélgica, al norte de la ciudad de Tréveris y del río Mosela, un afluente del Rin por la izquierda.